# Нижняя дача
Нижняя дача — последнее крупное дворцовое сооружение Александрии — четырёхэтажный дворец, называвшийся иногда Новым. Располагался на берегу Финского залива, в северо-восточном углу парка.

## История

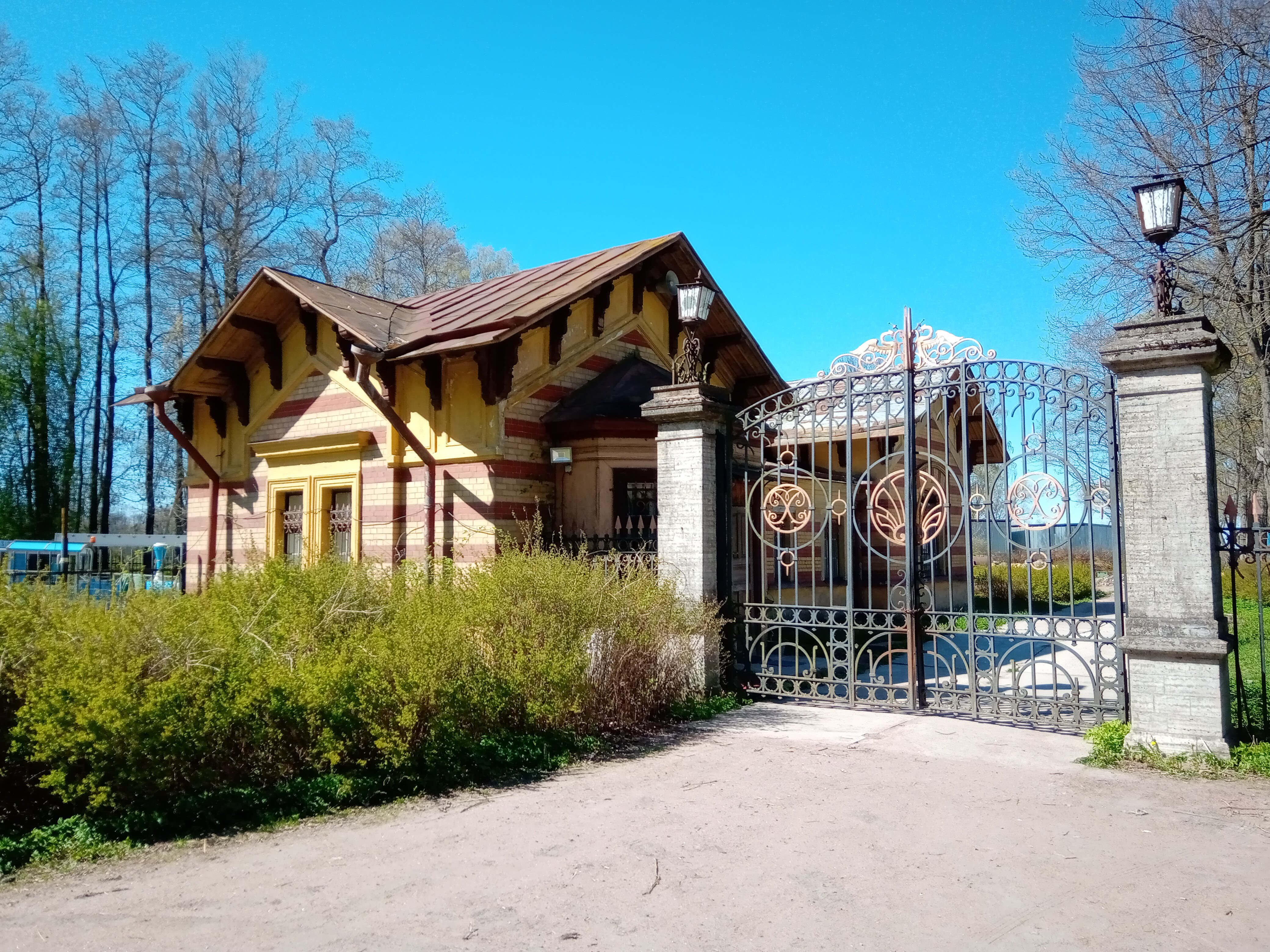
Въезд на Нижнюю дачу со стороны Знаменки. Сторожка - единственное уцелевшее сооружение дворцового комплекса

В середине 1880-х годов архитектор А. Томишко построил для Александра III павильон «итальянской архитектуры», а через десять лет он же пристройкой так называемой детской половины исполнил желание Николая II иметь в Александрии новую дачу.
Вблизи дворца на самом берегу залива были построены служебные помещения. Выдержанные в едином стиле, они создали небольшой дворцово-парковый ансамбль.
Здесь 30 июля 1904 года родился единственный сын Николая II и Александры Алексей. Здесь же императором был подписан манифест о вступлении России в Первую мировую войну.
В первые годы советской власти здесь во дворце был организован музей, пользовавшийся большой популярностью, однако вскоре здание передали под пансионат НКВД.
В годы Великой Отечественной войны Нижняя дача была существенно повреждена.
Остатки здания были взорваны в 1961 году. Разрабатывается проект по воссозданию дворца.

### Нижняя дача в начале 1950-х годов

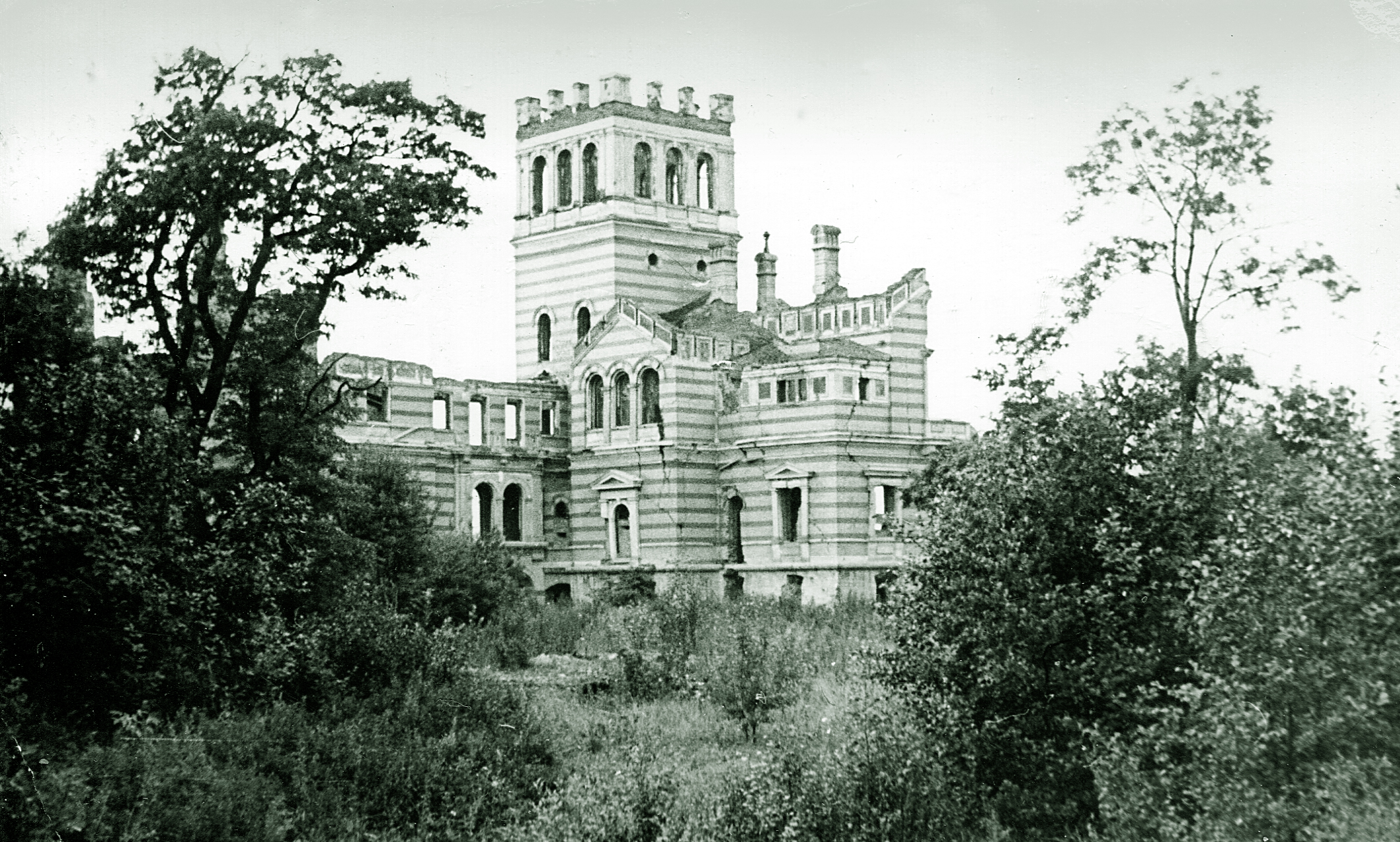
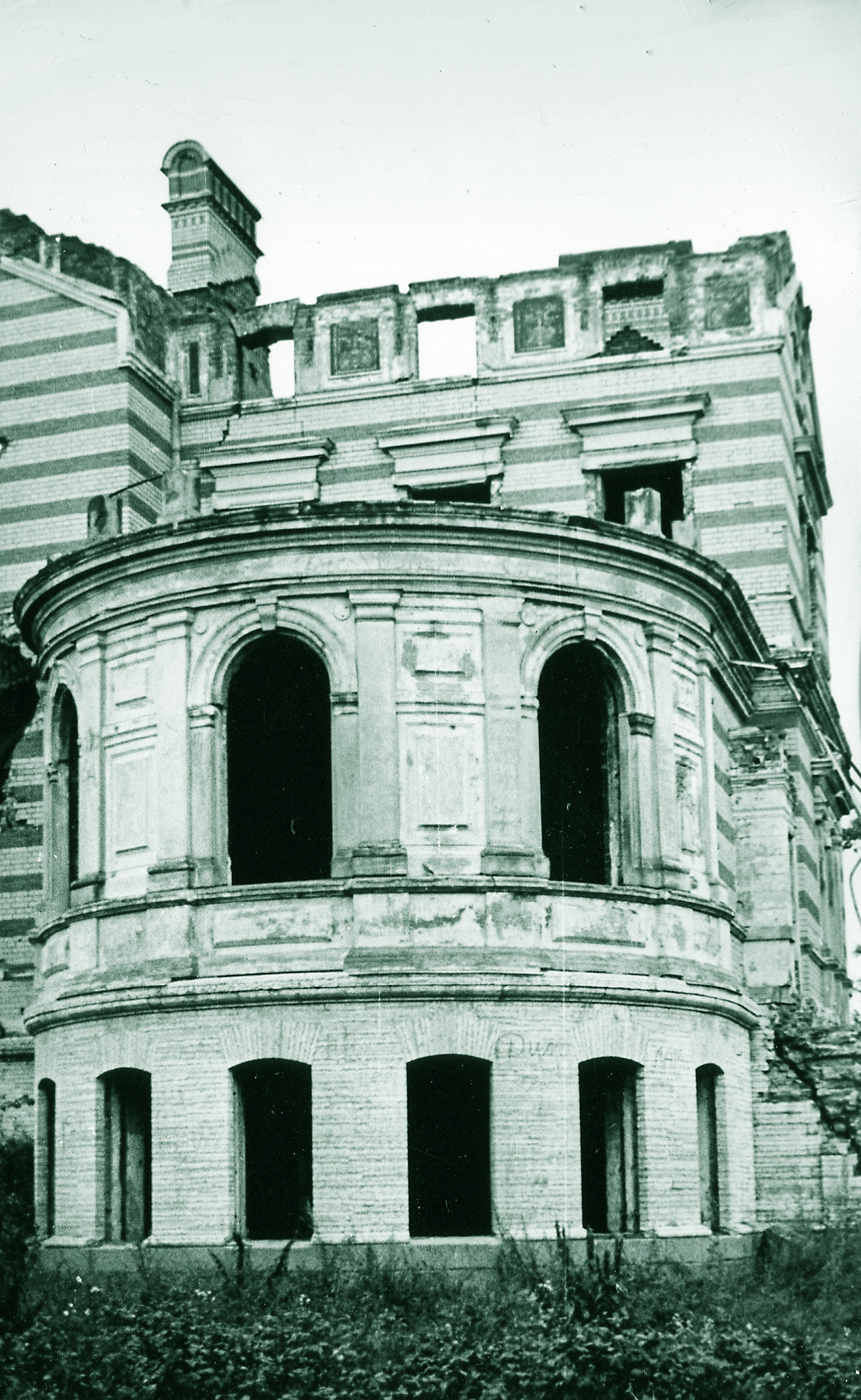
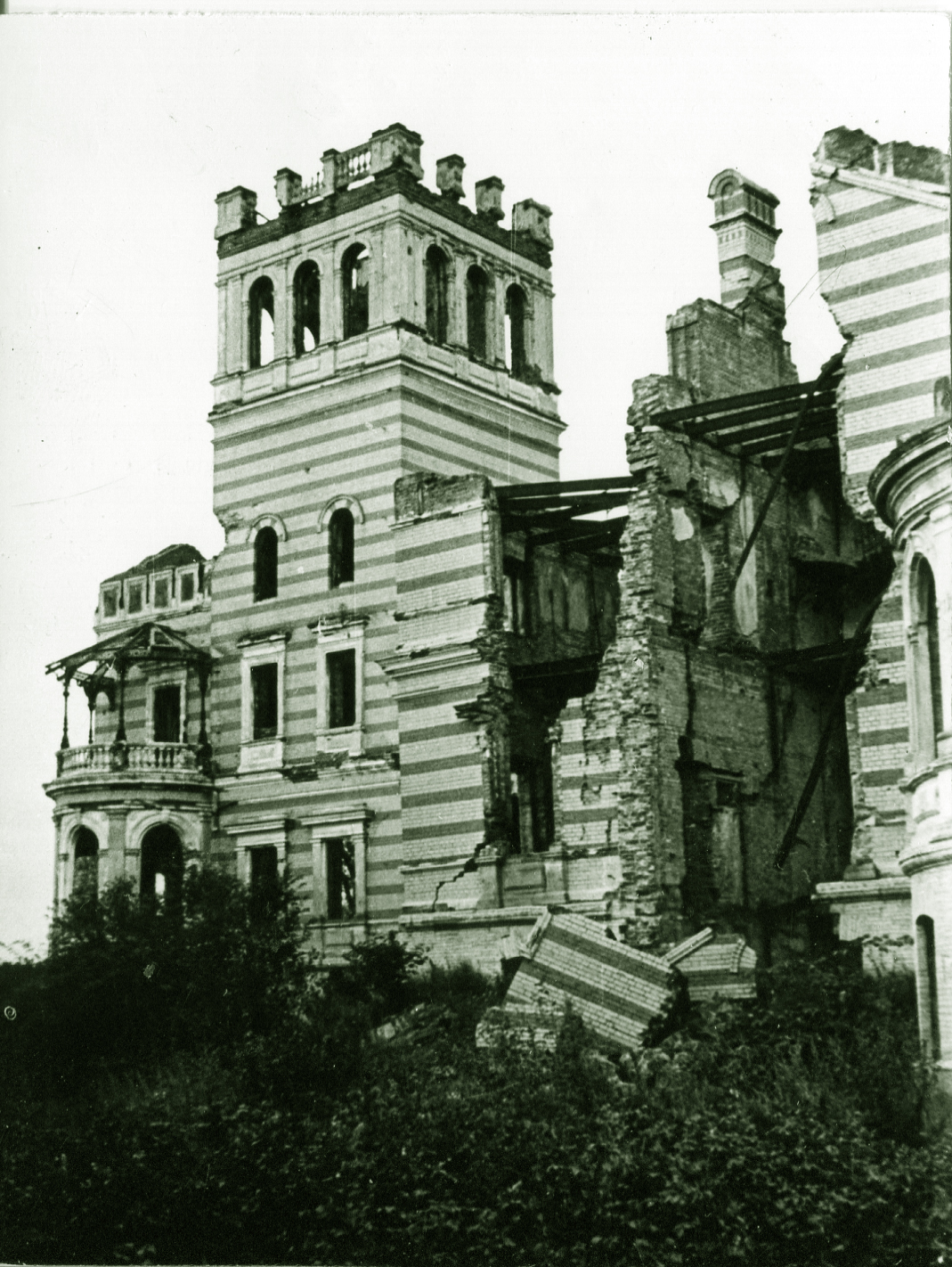

## Фотографии

### Руины Нижней дачи

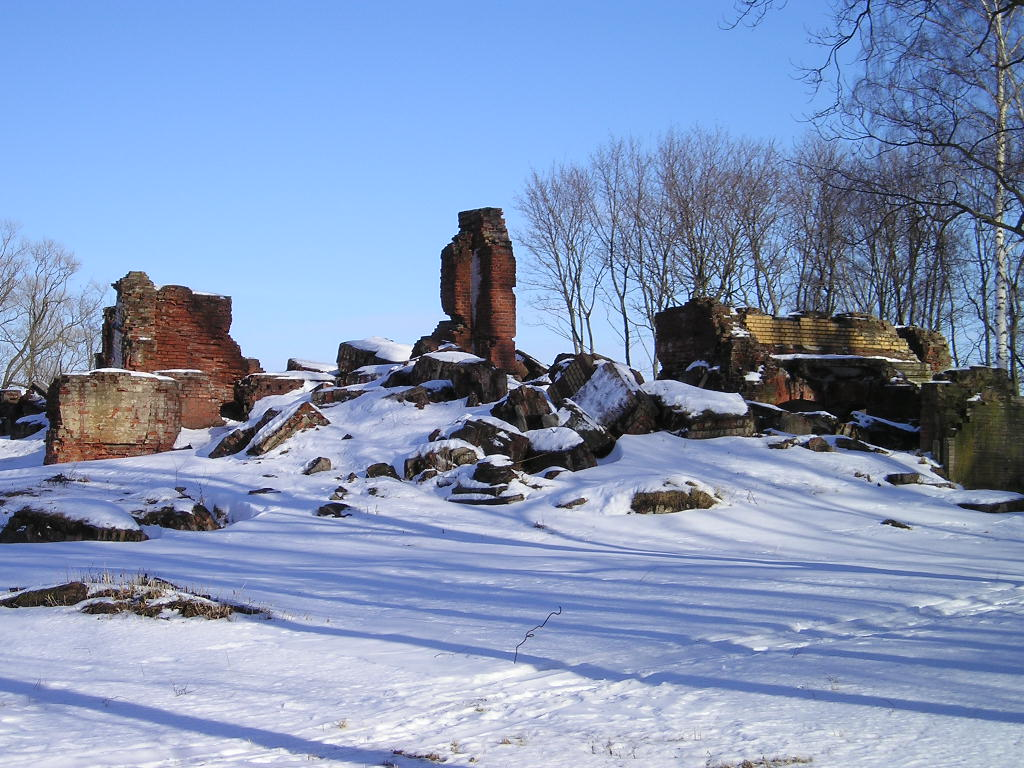
2004 год
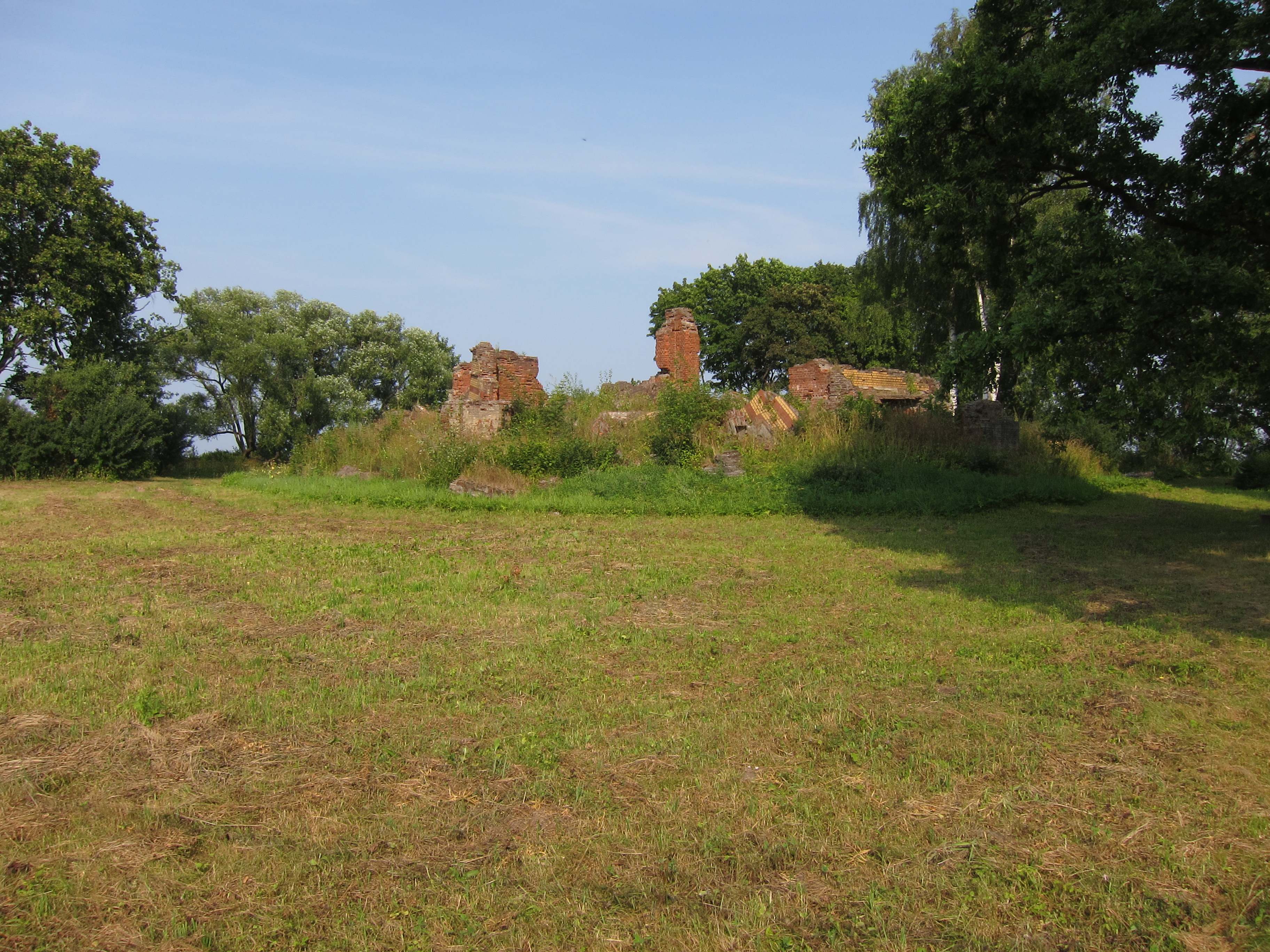
2010 год